# Серадзиці
Серадзиці (пол. Sieradzice) — село в Польщі, у гміні Казімежа-Велька Казімерського повіту Свентокшиського воєводства.
Населення — 341 особа (2011).
У 1975-1998 роках село належало до Келецького воєводства.

## Демографія
Демографічна структура на день 31 березня 2011 року:
|          | Загалом | Допрацездатний вік | Працездатний вік | Постпрацездатний вік |
| -------- | ------- | ------------------ | ---------------- | -------------------- |
| Чоловіки | 159     | 25                 | 113              | 21                   |
| Жінки    | 182     | 36                 | 100              | 46                   |
| Разом    | 341     | 61                 | 213              | 67                   |